# Wallisien
Le wallisien  (autonyme : fakaʻuvea ) est une langue de la branche polynésienne de la famille des langues austronésiennes. Il est parlé essentiellement à Wallis (Wallis-et-Futuna) et en Nouvelle-Calédonie. Le wallisien est proche du tongien et du niuafoʻou. C'est une langue ergative de type VSO.

## Histoire et classification

Linguistiquement, le wallisien a d'abord été plus proche du polynésien nucléaire (issu du proto-polynésien), avant de subir les influences tongiennes. Cela explique les difficultés de sa classification.

Le wallisien est une langue polynésienne issue du proto-polynésien. À partir du Xe siècle, le proto-polynésien se scinde en deux groupes : tongique et nucléaire.

### Classification
En linguistique, la place du wallisien a toujours été controversée. En raison des invasions tongiennes à Wallis qui ont eu lieu au XVe siècle, l'influence de la langue tongienne a été forte, entraînant de nombreux emprunts dans la langue wallisienne. Par conséquent, le wallisien a parfois été classé au sein des langues tongiques. Par exemple, Samuel Elbert (1953) classe la langue dans le groupe tongique, aux côtés du tongien, du futunien et du niuéen.
Aujourd'hui, il est néanmoins généralement classé dans le sous-groupe dit polynésien proprement-dit (Nuclear Polynesian), aux côtés de la majorité des langues polynésiennes. Des divergences existent quant au sous-groupe auquel il appartient : Pawley et Green (1966), ainsi que Bruce Biggs (1978), classent le wallisien dans le sous-groupe samoïque outlier, tandis que Jeffrey Marck (2000) conteste l'existence du groupe samoïque outlier. En conséquence, le wallisien est selon lui une langue non-classée au sein du groupe polynésien nucléaire.
La langue la plus proche du wallisien est le niuafoʻou, parlée sur l'île du même nom dans l'archipel des Tonga. Ces deux langues sont très proches au niveau lexical et grammatical, ce qui rend l'intercompréhension très aisée entre les deux. Cela est dû à d'intenses contacts entre Wallis et Niuafoʻou qui se sont poursuivis jusqu'au milieu du XXe siècle.
|         | Correspondance des phonèmes |          |         |        |           |           |                 |
| Phonème | Proto-polynésien            | Futunien | Tongien | Samoan | Niuafoʻou | Wallisien | Français        |
| /ŋ/     | *taŋata                     | tagata   | tangata | tagata | tangata   | tagata    | homme           |
| /s/     | *sina                       | sina     | hina    | sina   |           | hina      | gris de cheveux |
| /ti/    | *tiale                      | tiale    | siale   | tiale  | siale     | siale     | Gardenia        |
| /k/     | *waka                       | vaka     | vaka    | vaʻa   | vaka      | vaka      | canoë           |
| /f/     | *fafine                     | fafine   | fefine  | fafine | fafine    | fafine    | femme           |
| /ʔ/     | *matuqa                     | matu'a   | motuʻa  | matua  | matua     | matu'a    | parent          |
| /r/     | *rua                        | lua      | ua      | lua    | ua, lua   | lua       | deux            |
| /l/     | *tolu                       | tolu     | tolu    | tolu   | tolu      | tolu      | trois           |

Le wallisien était utilisé comme lingua franca par les kanak de Nouvelle-Calédonie dont les chefs recherchaient les femmes d'Ouvéa réputées pour leur beauté au XIXe siècle[réf. incomplète]. Cette variété occidentale est désormais une langue à part entière, le fagauvea, parlée par 1 100 locuteurs sur l'île d'Ouvéa. Le fagauvea se distingue nettement du wallisien dit oriental par l'adoption massive de vocabulaire kanak (iaai et drehu), ainsi que par une phonologie profondément modifiée[réf. souhaitée]. Pour cette raison, le wallisien est appelé East Uvean en anglais, pour le distinguer du fagauvea dénommé West Uvean.

### Influences linguistiques extérieures

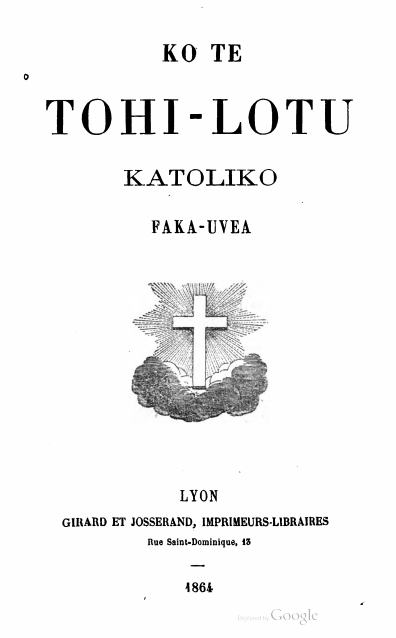
Couverture d'un livre de prières et de catéchisme en wallisien, Ko te tohi lotu katoliko faka uvea, écrit par Monseigneur Bataillon et édité à Lyon en 1864.

Les premiers contacts linguistiques avec les européens remontent au XIXe siècle. Le wallisien emprunte alors à l'anglais. À la suite de la conversion de Wallis au catholicisme par des missionnaires maristes en 1842, la langue emprunte au latin d'église. Les missionnaires rédigent plusieurs livres de prière en wallisien et écrivent un dictionnaire latin-wallisien à destination des élèves du collège de Lano.
L'instauration du protectorat français en 1887 ne change pas fondamentalement la donne, l'enseignement se fait en wallisien. Dans les années 1930, aucun wallisien ne parle français.
Depuis 1961 et le passage de Wallis-et-Futuna à un territoire d'outre-mer, le français a une influence de plus en plus importante sur le wallisien. Le linguiste Karl Rensch écrivait en 1984 : « Il n'est pas nécessaire d'être clairvoyant pour se rendre compte que l'influence toujours en expansion de la langue française aura un impact profond sur le wallisien. De plus en plus des mots sont empruntés au français. Les mots sont translittérés et intégrés dans le vocabulaire du locuteur wallisien. ».

### Situation sociolinguistique actuelle
D'après les statistiques d'Ethnologue (2019) et du CIA World Factbook (2015), le wallisien est parlé par 7 660 personnes à Wallis et 8 440 personnes au total dans le monde. Néanmoins, pour Livingston, ce chiffre est trop bas. Le nombre exact de locuteurs est difficile à quantifier, mais il l'estime entre 20 000 et 25 000. En 2016, Claire Moyse-Faurie indique également environ 20 000 locuteurs (Wallis et Nouvelle-Calédonie compris).
À Wallis, toute la population parle le wallisien, même si à partir des années 2000, les jeunes générations ont tendance à le mélanger avec le français. En Nouvelle-Calédonie, à l'inverse, la langue est menacée de disparition selon Ethnologue : elle est parlée par une majorité d'adultes, mais très peu par les jeunes. Le wallisien perd peu à peu de son prestige en faveur du français, et de nombreux jeunes sont monolingues. Les communautés wallisiennes en Nouvelle-Calédonie se concentrent à Nouméa, Dumbéa, La Foa et Mont-Dore.
Le wallisien parlé à Nouméa tend à se différencier du wallisien parlé à Wallis. Claire Colombel-Teuira note que « le faka’uvea reste un marqueur fort d’appartenance et est lui aussi façonné par de nouveaux usages et de nouvelles normes ». La langue est utilisée sur les réseaux sociaux, souvent conjointement avec le français, donnant lieu à l'émergence de nouvelles pratiques langagières.
Quelques locuteurs sont présents au Vanuatu, à la suite d'une vague migratoire dans les années 1950, bien que la plupart soient partis en Calédonie après l'indépendance en 1980.

## Phonologie et écriture
Le wallisien comporte 12 consonnes et 10 voyelles (longues et brèves). Les cinq voyelles courtes sont /a, e, i, o, u/ ; les voyelles longues sont représentées avec un macron : ‹ ā, ē, ī, ō, ū ›. Les 12 consonnes sont les suivantes : f, g ([ŋ]), h, k, l, m, n, p, s, t, v, et la glottale [ʔ] notée par une apostrophe (dactylographique ‹ ' › ou typographique ‹ ’ ›), ou un okina ‹ ʻ ›.
|          | Antérieure | Postérieure |
| -------- | ---------- | ----------- |
| Fermée   | i iː       | u uː        |
| Centrale | e eː       | o oː        |
| Ouverte  |            | a aː        |

L’accent aigu est utilisé pour indiquer la syllabe portant l’accent tonique de « définitude ».

## Enseignement et ressources
En raison de l'introduction de l'enseignement du wallisien dans les collèges et le lycée de Wallis (une heure hebdomadaire), l'orthographe phonologique, due au Père Bataillon (Langue d'Uvea (Wallis), 1932) a été récemment[Quand ?] rétablie, en indiquant la longueur vocalique (notée par un macron ou tiret suscrit) et le coup de glotte (noté par une apostrophe).
En 1981, le linguiste Karl Rensch publie une petite méthode d'apprentissage du wallisien, Palalau Faka’uvea. La langue de Wallis (Uvea) accompagnée de 24 conversations enregistrées sur cassette. En 1984, Karl Rensch édite un dictionnaire wallisien-français. La linguiste Claire Moyse-Faurie a élaboré une grammaire complète du wallisien, publiée en avril 2016.
Deux heures de catéchisme hebdomadaire sont dispensées chaque semaine, dans chaque classe[réf. nécessaire]. L'unique hebdomadaire de l'archipel, Te Fenua fo’ou, commun à Wallis et à Futuna, était rédigé presque entièrement en français, à l’exception parfois d’une double page en wallisien consacrée généralement à un thème religieux. À la suite des pressions du Lavelua et de la chefferie, l'hebdomadaire a été fermé en 2002.
Depuis 1998, le wallisien est une des langues d'enseignement en maternelle (90 % en petite section, 50 % en moyenne section et 10 % en grande section).
En 2015, la fondation de l'Académie des langues wallisienne et futunienne permet de renforcer la stabilité du wallisien et mène des travaux de normalisation linguistique, notamment autour du vocabulaire du numérique.
En 2018, le wallisien devient une épreuve optionnelle au diplôme national du brevet (DNB). En septembre 2019, l'académie des langues kanak ajoute le wallisien et le futunien à son application mobile, qui permet de traduire des mots et phrases de la vie quotidienne dans plusieurs langues de Nouvelle-Calédonie.

## Médias
La chaîne de télévision et la radio locale, Wallis et Futuna 1re, émettent régulièrement des programmes en wallisien. Un journal télévisé (ko te talalogo) est diffusé tous les jours en wallisien, ainsi que plusieurs autres émissions en wallisien. Depuis 2022, Wallis et Futuna 1re émet le journal en futunien également (ko le fa'asologo)[réf. nécessaire]. 
En 2015 est tourné le premier épisode de la série Foha Tau (les fils de la guerre), première production cinématographique entièrement en wallisien. Initié par la société Cinemata (l’œil du ciné), Foha Tau raconte les contes et légendes du Pacifique sud avec une première saison de 3 épisodes, de 60 minutes chacun, diffusée en 2016 et 2017 sur les chaines de télévision publique française Wallis et Futuna 1ère et Nouvelle Calédonie 1ère.

#### Description et grammaires
- Claire Moyse-Faurie, Te lea faka'uvea : le wallisien, Leuven/Paris, Peeters, coll. « Les langues du monde », 2016, 276 p. (ISBN 978-90-429-3376-7, lire en ligne)
- Claire Moyse-Faurie, « le wallisien (faka'uvea) », dans E. Bonvini, J. Busuttil & A. Peyraube (eds), Dictionnaire des langues, Paris, Presses universitaires de France, 2011, p. 1206-1215
- (en) Andrew Livingston, East Uvean. A condensed grammar. (mémoire de master en linguistique), Université de Washington, 2016, 190 p. (lire en ligne)

#### Dictionnaires
- Thierry Murcia, Pelelina, Claire Moyse-Faurie et Mikaele Tui, Dictionnaire pratique français-wallisien, 2017 (HAL hal-02870426)
- Dominik Maximilián Ramík, Dictionnaire wallisien, 2013 (lire en ligne)
- Karl H. Rensch, Tikisionalio Fakauvea-Fakafalani. Dictionnaire wallisien-français, 1984, 439 p. (lire sur Wikisource, lire en ligne)

#### Méthodes
- Karl H. Rensch, Parler Wallisien, Archipelago Press, 2002

#### Études comparatives
- (de) Akihisa Tsukamoto, Forschungen über die Sprachen der Inseln zwischen Tonga und Saamoa, LIT Verlag Münster, 1994, 109 p. (ISBN 3-8258-2015-7, lire en ligne) (étude des langues de Tonga, Samoa, Wallis et Futuna)

#### Autres ouvrages
- Dominique Pechberty et Epifania Toa, Vivre la coutume à 'Uvea (Wallis), Paris/Budapest/Torino, l'Harmattan, 2004, 326 p. (ISBN 2-7475-7505-5, lire en ligne)
- Raymond Mayer, Les transformations de la tradition narrative à l'Ile Wallis (Uvea). — Essai sur les lois de transformation des contenus narratifs (Thèse de doctorat de 3e cycle en ethnologie, Université de Lyon 2), Lyon, 1976 (lire en ligne)